# NBA Development League Defensive Player of the Year

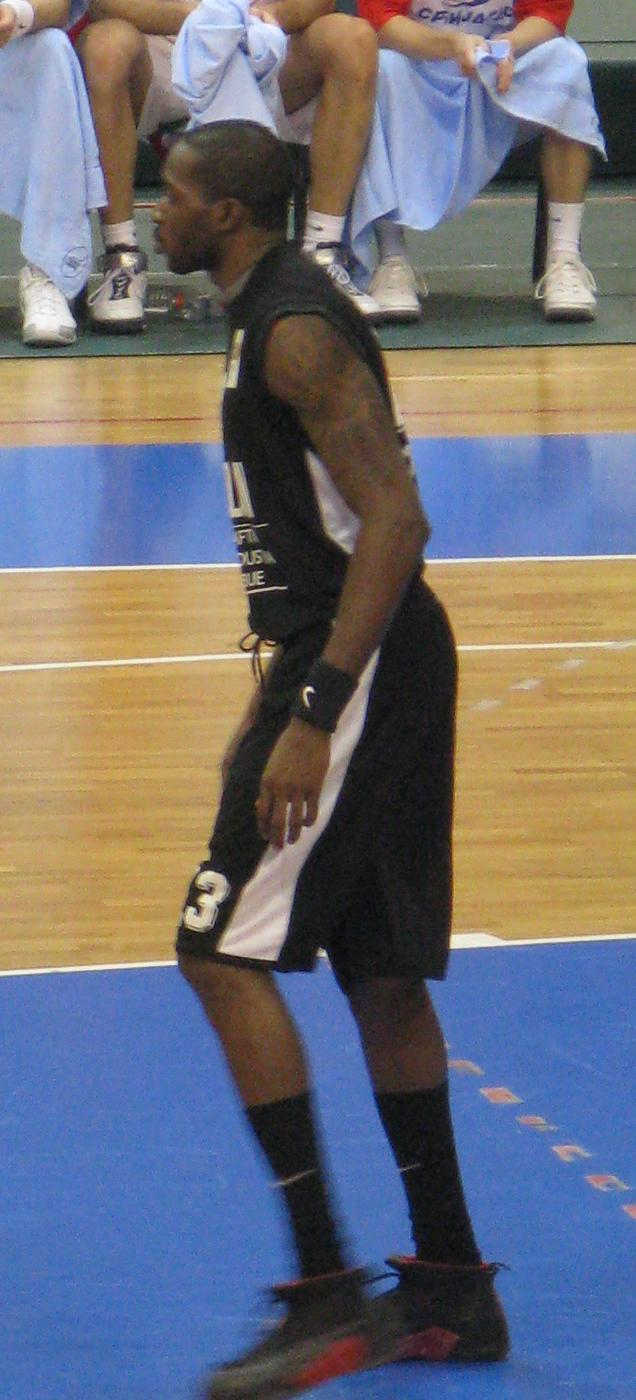
Stéphane Lasme, Defensive Player of the Year 2007-2008.

Le trophée de Defensive Player of the Year est une récompense attribuée chaque année par la NBA Gatorade League, depuis sa saison inaugurale, au meilleur défenseur de la saison régulière.

## Historique
| Saison    | Joueur                | Position          | Équipe                   |
| --------- | --------------------- | ----------------- | ------------------------ |
| 2001-2002 | Jeff Myers            | Arrière           | Groove de Greenville     |
| 2002-2003 | Mikki Moore           | Pivot             | Dazzle de Roanoke        |
| 2003-2004 | Karim Shabazz         | Pivot             | Lowgators de Charleston  |
| 2004-2005 | Derrick Zimmerman     | Meneur-Arrière    | Riverdragons de Columbus |
| 2005-2006 | Derrick Zimmerman (2) | Meneur-Arrière    | Toros d'Austin           |
| 2006-2007 | Renaldo Major         | Ailier            | Wizards du Dakota        |
| 2007-2008 | Stéphane Lasme        | Ailier fort       | D-Fenders de Los Angeles |
| 2007-2008 | Mouhamed Sene         | Pivot             | Stampede de l'Idaho      |
| 2008-2009 | Brent Petway          | Ailier fort       | Stampede de l'Idaho      |
| 2009-2010 | Greg Stiemsma         | Pivot             | Skyforce de Sioux Falls  |
| 2010-2011 | Chris Johnson         | Pivot             | Wizards du Dakota        |
| 2011-2012 | Stefhon Hannah        | Meneur            | Wizards du Dakota        |
| 2012-2013 | Stefhon Hannah (2)    | Meneur            | Warriors de Santa Cruz   |
| 2013-2014 | DeAndre Liggins       | Arrière           | Skyforce de Sioux Falls  |
| 2014-2015 | Aaron Craft           | Meneur            | Warriors de Santa Cruz   |
| 2015-2016 | DeAndre Liggins (2)   | Arrière           | Skyforce de Sioux Falls  |
| 2016-2017 | Edy Tavares           | Arrière           | Raptors 905              |
| 2017-2018 | Landry Nnoko          | Pivot             | Drive de Grand Rapids    |
| 2018-2019 | Chris Boucher         | Ailier fort-Pivot | Raptors 905              |
| 2019-2020 | Christ Koumadje       | Pivot             | Herd du Wisconsin        |
| 2020-2021 | Gary Payton II        | Meneur            | Blue Coats du Delaware   |